# Parabuteo leucorrhous
La poiana groppone bianco o poiana groppabianca (Parabuteo leucorrhous (Quoy e Gaimard, 1824)) è un uccello della famiglia degli Accipitridi, diffuso in Sud America.

## Distribuzione e habitat
Questo uccello è diffuso nelle foreste tropicali montane di Argentina, Bolivia, Brasile, Colombia, Ecuador, Paraguay, Perù e Venezuela.